# Aegoidus pacificus
Aegoidus pacificus är en skalbaggsart som beskrevs av Friedrich F. Tippmann 1960. Aegoidus pacificus ingår i släktet Aegoidus och familjen långhorningar. Inga underarter finns listade i Catalogue of Life.